# Teratocephalus tenuis
Teratocephalus tenuis är en rundmaskart. Teratocephalus tenuis ingår i släktet Teratocephalus och familjen Teratocephalidae. Inga underarter finns listade i Catalogue of Life.